# 越資股份
越資股份有限公司，簡稱越資股份及VinaCapital（英語：VinaCapital Limited），是在2003年由德國和香港商人佳浩士（英語：Horst Joachim Franz Geicke），也就是受爭家產問題的人，現時投資上市及非上市各類其他企業。
其中有三家股份在倫敦證券交易所上市，包括：越資地產、越資越南機會基金股份、越南基建股份等。

## 外部連結
- 越資股份有限公司 （页面存档备份，存于）